# Veaceslav Dmitriev
Veaceslav Sergheievici Dmitriev (rusă Вячеслав Серге́евич Дмитриев; n. 28 mai 1990) este un fotbalist profesionist rus. În prezent el evoluează la echipa Rosich Moskovsky. El a debutat în fotbalul profesionist în Prima Divizie Rusă în 2008 la echipa FC Torpedo Moscova.